# Dicranomyia (Neoglochina) capnora capnora
Dicranomyia (Neoglochina) capnora capnora is een ondersoort van de tweevleugelige Dicranomyia (Neoglochina) capnora uit de familie steltmuggen (Limoniidae). De ondersoort komt voor in het Neotropisch gebied.